# Гайнц Шерінгер
Гайнц Шерінгер (Heinz Scheringer; 29 серпня 1907, Буенос-Айрес — 21 січня 1984, Гамбург) — німецький офіцер-підводник, корветтен-капітан крігсмаріне.

## Біографія
В 1927 році вступив на флот. З 11 вересня по 21 грудня 1935 року — командир підводного човна U-10, з 6 листопада 1939 по 2 січня 1940 року — U-13, на якому здійснив 2 походи (разом 18 днів у морі), з 4 січня по 11 травня і з 9 червня 1940 року — U-26, на якому здійснив 3 походи (разом 58 днів у морі). 1 липня 1940 року U-26 був сильно пошкоджений глибинними бомбами британського корвета «Гладіолус» та згодом потоплений австралійським літаючим човном «Сандерленд» 10-ї ескадрильї. Щоб човен не потрапив до рук ворога, Шерінгер наказав потопити його (48°03′ пн. ш. 11°30′ зх. д.). Всі 48 членів екіпажу були врятовані шлюпом «Рочестер» і взяті в полон.
Всього за час бойових дій потопив 9 кораблів загальною водотоннажністю 29 160 тонн і пошкодив 2 кораблі загальною водотоннажністю 12 188 тонн.
| Дата              | Назва корабля                          | Тип               | Тоннаж | Вантаж                                              | Екіпаж | Загинули | Країна             | Конвой |
| ----------------- | -------------------------------------- | ----------------- | ------ | --------------------------------------------------- | ------ | -------- | ------------------ | ------ |
| 19 листопада 1939 | Bowling                                | Торговий пароплав | 793    | Генеральні вантажі                                  | 13     | 13       | Британська імперія |        |
| 6 січня 1940      | City of Marseilles (пошкоджений міною) | Торговий пароплав | 8,317  | Генеральні вантажі, включаючи джут                  | 164    | 1        | Британська імперія |        |
| 6 лютого 1940     | Anu (підірвався на міні)               | Торговий пароплав | 1,421  | Генеральні вантажі                                  | ?      | 7        | Естонія            |        |
| 12 лютого 1940    | Nidarholm                              | Торговий пароплав | 3,482  | Бавовна і грейпфрути                                | 25     | 0        | Норвегія           |        |
| 14 лютого 1940    | Langleeford                            | Торговий пароплав | 4,622  | 6800 тонн пшениці                                   | 34     | 4        | Британська імперія | HX-18  |
| 15 лютого 1940    | Steinstad                              | Торговий пароплав | 2,477  | Руда                                                | 24     | 13       | Норвегія           |        |
| 21 квітня 1940    | Cedarbank                              | Торговий теплохід | 5,159  | 400 тонн військових припасів, боєприпасів і техніки | 45     | 15       | Британська імперія | AP-1   |
| 29 червня 1940    | Frangoula B. Goulandris                | Торговий пароплав | 6,701  | Баласт                                              | 38     | 6        | Королівство Греція |        |
| 30 червня 1940    | Belmoira                               | Торговий теплохід | 3,214  | Баласт                                              | 25     | 0        | Норвегія           |        |
| 30 червня 1940    | Merkur                                 | Торговий пароплав | 1,291  | Ямні підпірки                                       | 17     | 4        | Естонія            |        |
| 1 липня 1940      | Zarian (покшоджений)                   | Торговий пароплав | 4,871  |                                                     | ?      | 0        | Британська імперія | OA-175 |

## Звання
- Морський кадет (11 жовтня 1927)
- Фенріх-цур-зее (1 квітня 1929)
- Лейтенант-цур-зее (1 жовтня 1931)
- Оберлейтенант-цур-зее (1 жовтня 1933)
- Капітан-лейтенант (1 жовтня 1936)
- Корветтен-капітан (1 січня 1942)

## Нагороди
- Медаль «За вислугу років у Вермахті» 4-го і 3-го класу (12 років)
- Залізний хрест 2-го класу